# Rodica Nassar
Rodica Nassar (n. 25 iunie 1957, Pietroșani, România) este un politician român, membru al Camerei Deputaților în legislaturile 2000-2004, 2004-2008, 2008-2012 și 2012-2016. La alegerile pentru legislatura 2008-2012, Rodica Nassar a candidat din partea alianței dintre Partidul Social-Democrat și Partidul Conservator în colegiul 6, București. Ca formație academică, Rodica Nassar este economistă contabil. Rodica Nassar este căsătorită cu Nassar Nassar, cetățean libanez. Cei doi sunt părinții fetiței Yara-Rodica Nassar, născută la data de 29 iulie 2002. În declarația sa de avere, Rodica Nassar a declarat că are importante proprietăți financiare și funciare în România, Liban și Egipt.
În cadrul activității sale parlamentare, Rodica Nassar a fost membru în următoarele grupuri parlamentare de prietenie: 
- în legislatura 2000-2004: Republica Libaneză, Republica Elenă, Republica Turcia;
- în legislatura 2004-2008: Republica Libaneză, Republica Turcia;
- în legislatura 2008-2012: Republica Libaneză, Republica Turcia, Republica Elenă, Republica Lituania;
- în legislatura 2012-2016: Republica Libaneză, Republica Elenă.